# 다이얼로그 (가수)
다이얼로그 (Dialogue)는 대한민국의 힙합 가수이다. 과거 한량사 소속이었으며 Rimshot의 멤버로써 해체 전까지 활동하였었다. 현재는 듀오 HitchHike의 멤버이다.
Dialogue가 처음 모습을 드러낸 것은 가라사대의 공개 오디션 Hook Me Up에서 최종 선발되면서부터로, 얼마 지나지 않아 대팔의 나를 비워 싱글 활동이 시작될 때 즈음, 대팔의 백업으로 활동하였다. 2006년 초에는 한량사의 신인 양성 프로젝트인 "The Training Course"의 소속 멤버로써 소개가 되었으며, 차차 앨범을 작업하였다. 그 해 9월에는 힙합플레이야 쇼에 같은 소속사였던 Flow-A와 함께 출연하였다.
Dialogue는 The Z와의 프로젝트, 그리고 타코반장과의 프로젝트 등을 작업하기도 하였으나 모두 무산되었고, 2007년에는 Rimshot의 멤버로 합류하게 되어 앨범 제작을 시작하였다. 앨범을 제작하는 와중이었던 2008년 4월에 그는 디지털 싱글을 발표하기도 하였다.
2008년 말 한량사가 해체된 이후 Dialogue는 Rimshot의 멤버로써 씨니즈 엔터테인먼트와 계약을 맺었고, 올해 중순에 Rimshot의 첫 앨범이 나오게 되면서 활동을 시작하게 되었다. 2010년 6월 그는 Rimshot의 새 싱글 발표에 이어 솔로 EP를 발표하였다. 그리고 얼마 안 가 6월 15일 군입대를 하였다. 2010년 12월에는 Animatiz의 앨범에 그의 솔로곡 My People이 실리기도 하였다.
2012년 여름 그는 제대하였으며, 제대 직후인 6월 미발표곡이었던 Get Busy의 뮤직비디오를 YouTube 상에서 공개하였다. 현재 Day Jam이란 멤버와 HitchHike라는 팀을 결성한 것으로 알려졌다. HitchHike는 2012년 한 해 동안 5장의 싱글을 발표하며 활동하였다.
대표곡 : My Time is Now, Slow Walker

## 디스코그래피
- 2008년 3월 28일 My Time is Now 디지털 싱글
- 2010년 6월 7일 Slow Walker EP